# 傑伊漢尖條鰍
傑伊漢尖條鰍（學名：Oxynoemacheilus ceyhanensis），為輻鰭魚綱鯉形目條鰍科尖條鰍屬的其中一種。分布於亞洲土耳其埃爾比斯坦傑伊漢河流域，體長可達8.8公分，棲息在礫石底質、水流湍急的溪流底層水域，生活習性不明。

## 扩展阅读
維基物種上的相關：傑伊漢尖條鰍